# Jan Treck

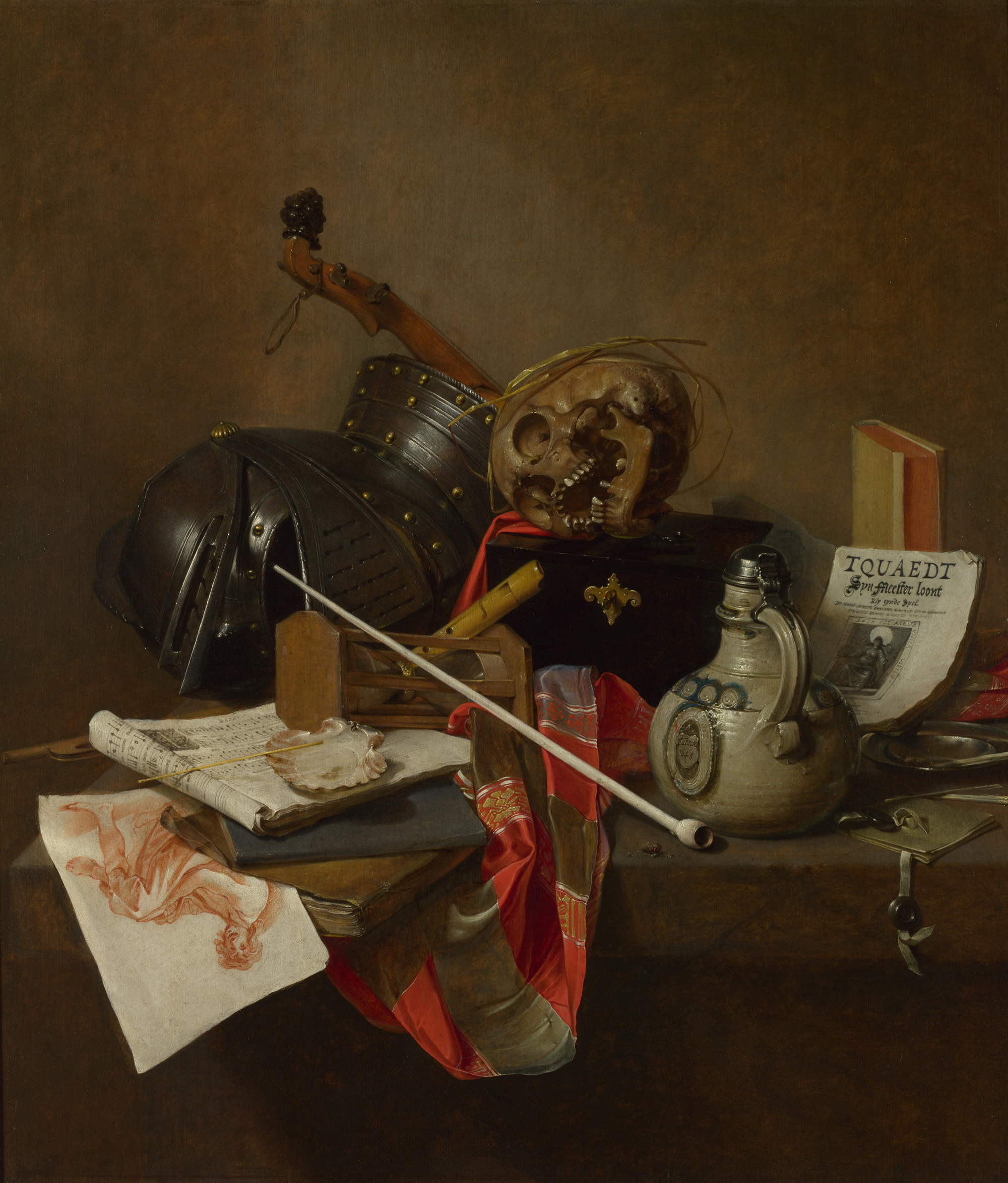
Vanitasstilleven, 1648, National Gallery, Londen

Jan Treck (Amsterdam, ca. 1606 - aldaar, 1652) was een Nederlands kunstschilder uit de periode van de Gouden Eeuw. Hij vervaardigde uitsluitend stillevens.
Treck was rond 1623 enige tijd in de leer bij zijn zwager Jan Jansz. den Uyl, die in 1619 met Trecks zuster Geertruid was getrouwd. Zijn werk toont dan ook lange tijd invloeden van Den Uyl, zelfs zodanig dat hun werken weleens met elkaar verward werden. Ook werd hij beïnvloed door het werk van Pieter Claesz. en Willem Claesz. Heda, wat niet verwonderlijk is, want zij waren beiden belangrijke vertegenwoordigers van het genre.
Er is slechts een klein aantal werken van hem bekend. Het eerste dateert uit 1641, na de dood van Den Uyl. Een werk uit 1640 is gesigneerd door beide schilders, wat kan betekenen dat Treck het schilderij na het overlijden van zijn zwager heeft voltooid. Latere schilderijen tonen bewerkingen door Simon Luttichuys en Willem Kalf, een van zijn navolgers. Een opvallend kenmerk van de werken is het relatief geringe aantal afgebeelde voorwerpen, vaak voorzien van een gevouwen servet.
Na de dood van zijn zwager nam Treck de zorg op zich voor zijn weduwe en kinderen tot zij hertrouwde. Hij overleed in Amsterdam in september 1652.